# آنتونیو دا کورجو
آنتونیو آلگری دا کورِجو (ایتالیایی: Antonio Allegri da Correggio؛ ۱۴۸۹ – ۵ مارس ۱۵۳۴) که با نام کورجو شناخته‌شده‌تر است نقاش اهل ایتالیا بود. کورجو نقش درجه یک مکتب پارما در دوره رنسانس ایتالیا بود. از آثار مهمش ژوپیتر و یو را می‌توان نام برد.
تاریخ تولد وی دقیقاً مشخص نیست اما به صورت تقریبی حدود سال ۱۴۸۹ در شهرک کورجو در نزدیکی رجو نل امیلیا به دنیا آمده‌است. پدر وی تاجر بود.

## نگارخانه

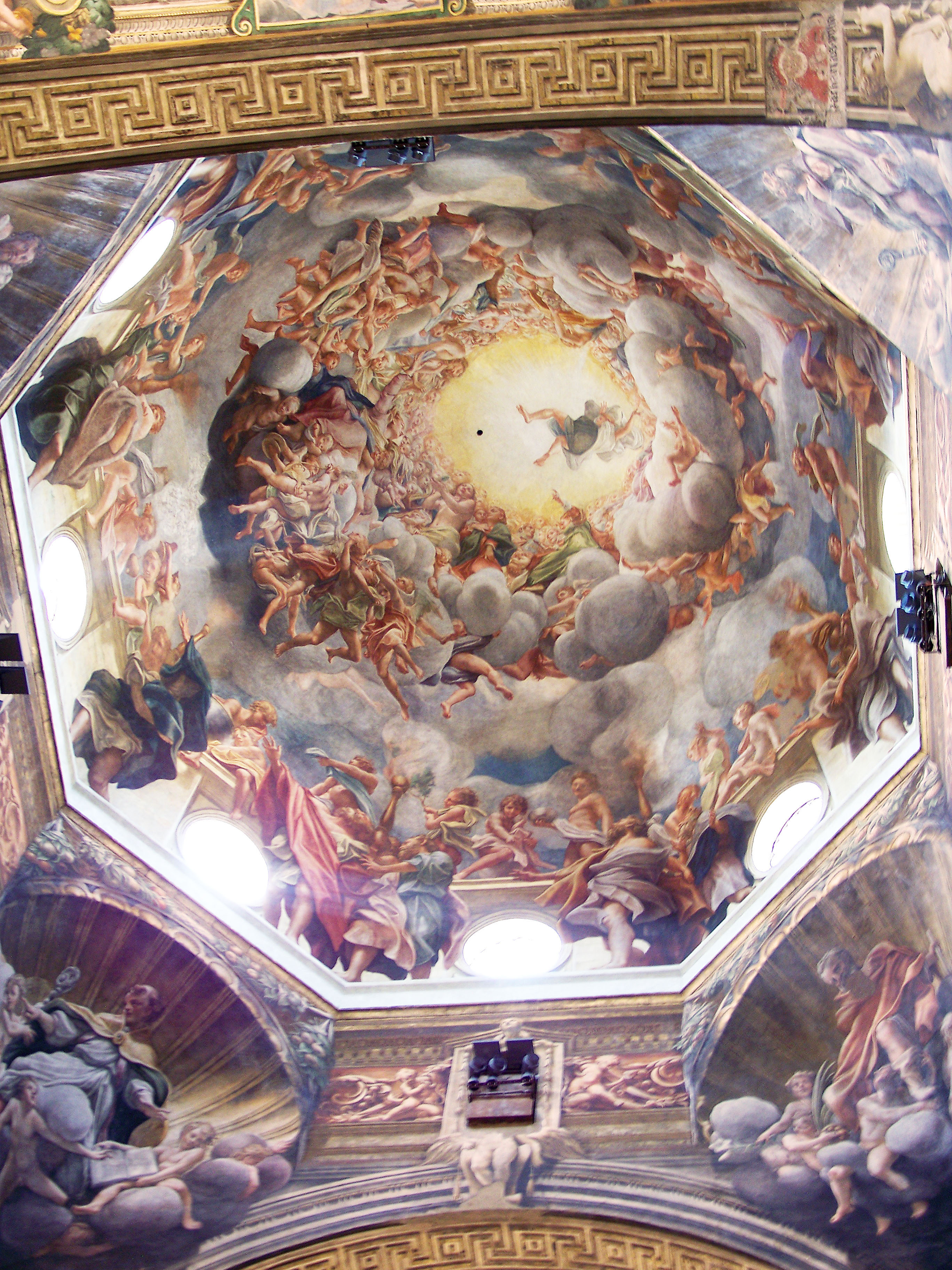
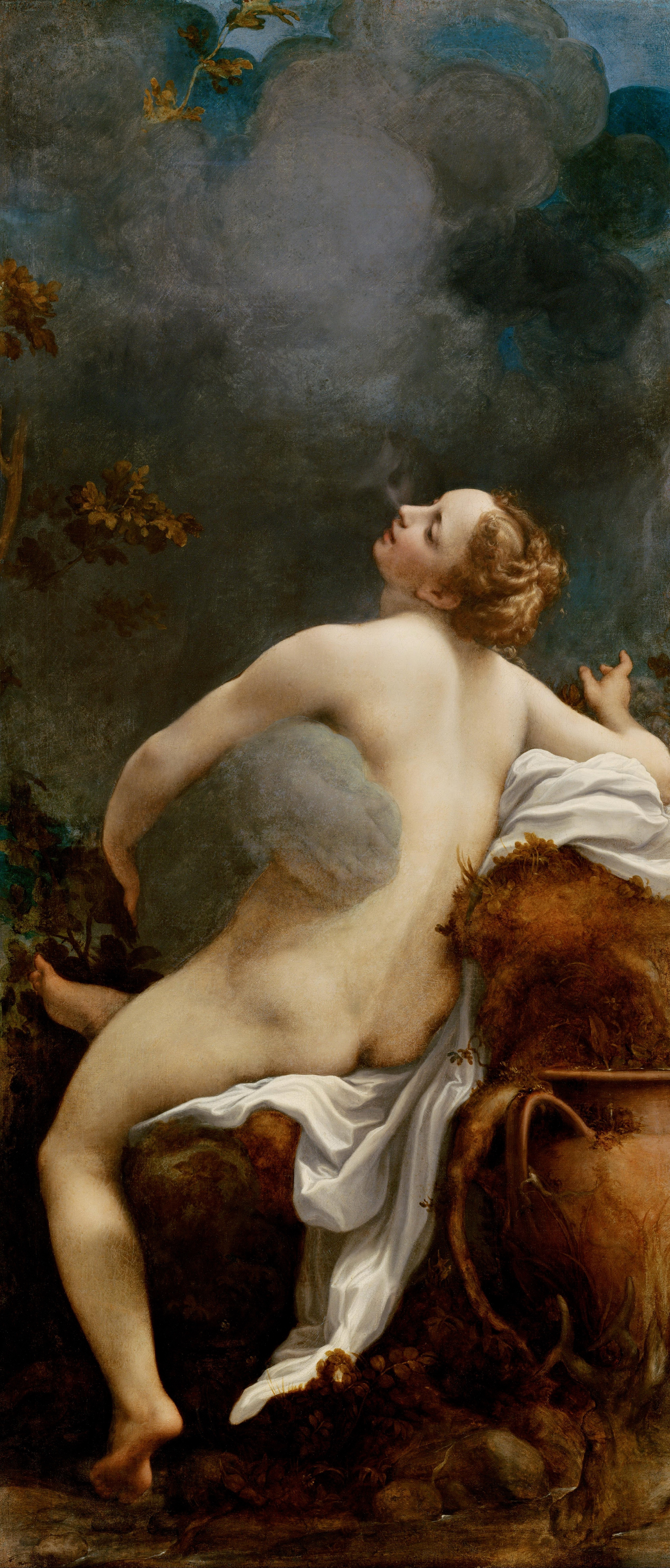
ژوپیتر و یو
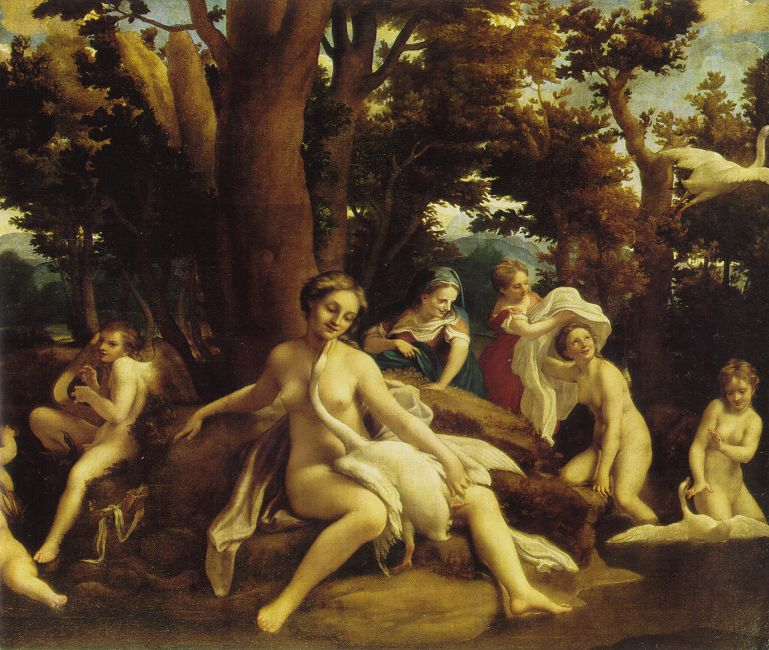
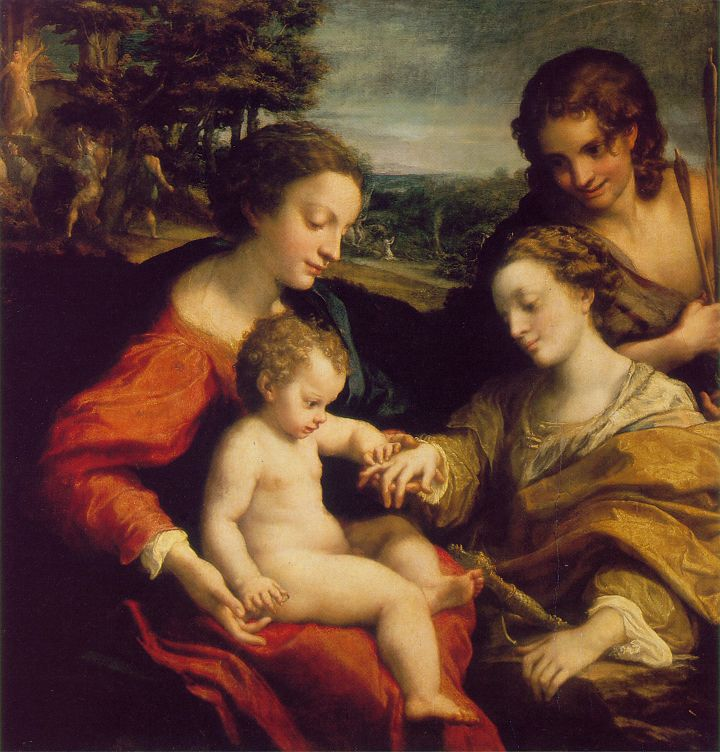
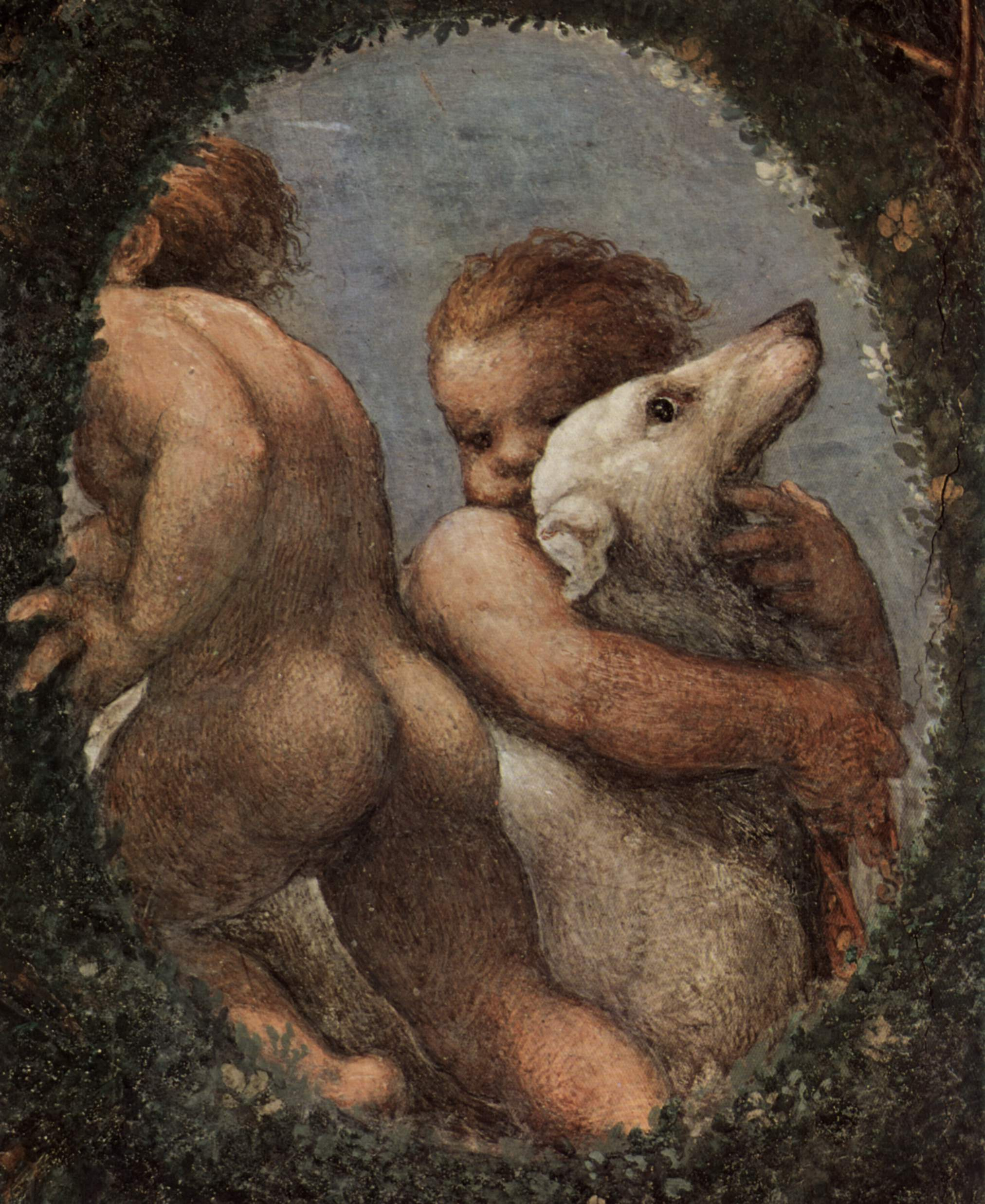
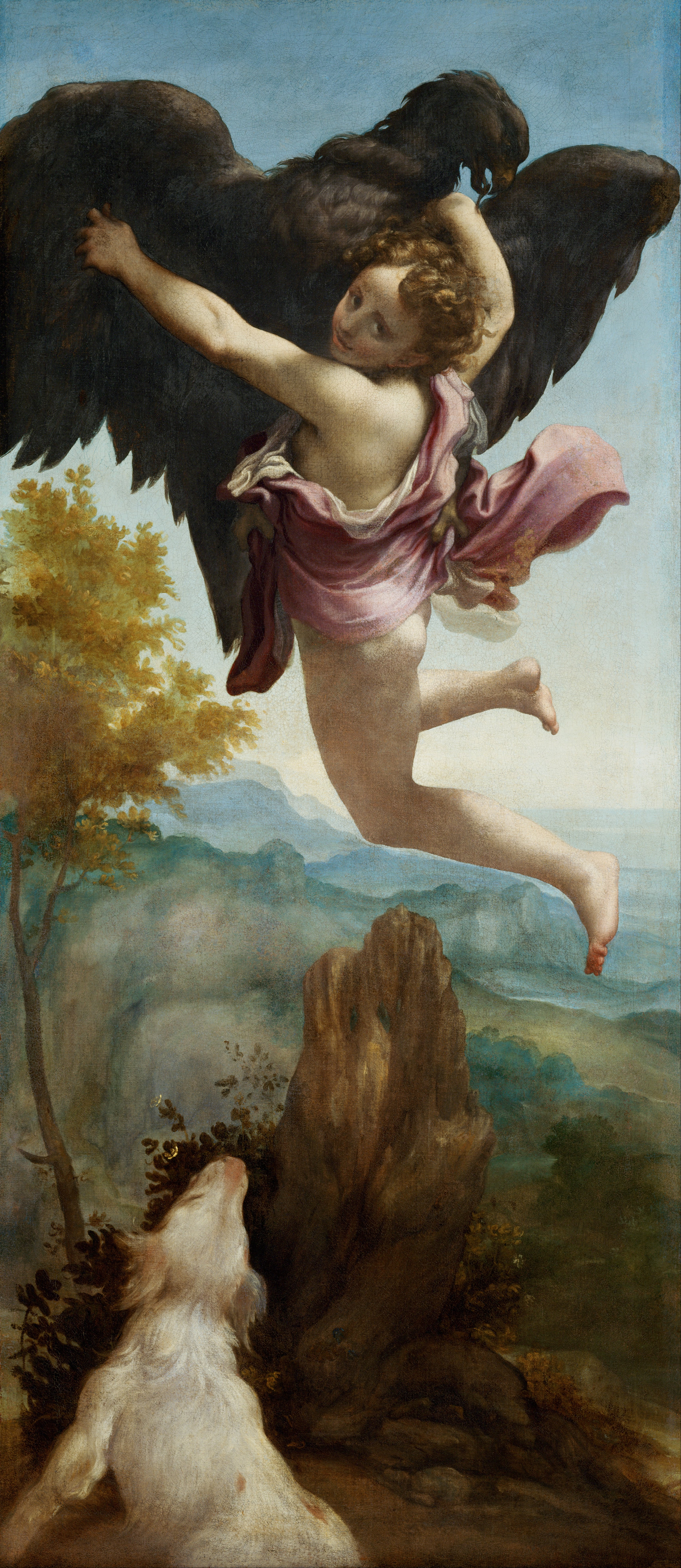
حوالی ۱۵۳۰ م.
موزه تاریخ هنر وین